# Hermangard d’Asp

Hermangard d’Asp

Großmeisterwappen von Hermangard d’Asp

Hermangard d’Asp, auch Ermengard, Ermengardus Apsensis, Armengaut de Aspe, († Winter 1192 in Akkon) war von 1187 bis 1190 der neunte Großmeister des Johanniterordens. Er führte dieses Amt nur kommissarisch, da er nicht regulär gewählt wurde, wird aber heute im Orden als Großmeister geführt.

## Abwehrkampf gegen Saladin
Nachdem sein Vorgänger Roger de Moulins in der Schlacht von Cresson im Mai 1187 gefallen war, sah sich der Johanniterorden mit einer Invasion Sultan Saladins auf das Königreich Jerusalem konfrontiert. Zunächst hatte Wilhelm Borel kommissarisch die Führung des Ordens übernommen, er fiel aber wahrscheinlich in der Schlacht bei Hattin am 4. Juli 1187 bzw. wurde in dieser von Saladins Truppen gefangen genommen und hingerichtet. Jedenfalls am 20. Juli 1187 übernahm Hermangard d’Asp in Jerusalem bis auf weiteres das Kommando über den Johanniterorden.
Während Saladin zahlreiche Städte und Burgen des Königreiches eroberte, brachten sich die Johanniter in ihrer mächtigen Ordensburg Margat in Sicherheit, die sie erst im Februar 1186 erworben hatten. Am 22. Oktober 1187 fiel Jerusalem nach zehntägiger Belagerung in die Hände Saladins. Der Johanniterorden kaufte aus seinem Vermögen 1.000 der in Jerusalem gefangenen Christen frei.
Der Orden beteiligte sich eifrig an der Belagerung von Akkon und verlegte nach gelungener Rückeroberung den Sitz des Ordens dorthin. Als sich der Orden in der Zeit der Belagerung Akkons wieder einigermaßen konsolidiert hatte, wurde auch 1189 oder 1190 mit Garnier de Naplouse ein neuer Großmeister regulär gewählt und Hermangard abgelöst. Der Orden beteiligte sich auch eifrig am Dritten Kreuzzug und trug die Hauptlast in der siegreichen Schlacht von Arsuf 1191 gegen Saladin.
Hermangard starb im Winter 1192 in Akkon.